# أبنير اليعازر شموني
أبنير اليعازر شموني (بالإنجليزية: Abner Shimony) (10 مارس 1928-8 أغسطس 2015) كان عالم الفيزياء والفيلسوف الأمريكي. تخصص في نظرية الحقل الكمومي وفلسفة العلوم.

## نبذة
كفيزيائي ركز على التفاعل بين نظرية النسبية وميكانيكا الكم. قام بتأليف العديد من الأعمال والبحوث حول التكامل في التشابك الكمومي وكذلك قياس التداخل الكمي متعدد الجسيمات ، وكلاهما يتعلق بالتماسك الكمومي. قام بتأليف مقالات وكتب بحثية حول أسس ميكانيكا الكم. حصل على جائزة لاكاتوس لعام 1996 عن عمله في فلسفة العلوم.